# Trinidad (Californie)
Pour les articles homonymes, voir Trinidad.
Trinidad est une municipalité située dans le comté de Humboldt, dans l’État de Californie, aux États-Unis. Sa population s’élevait à 367 habitants lors du recensement de 2010, estimée à 359 habitants en 2016.

## Démographie
| 1880 | 1930 | 1940 | 1950 | 1960 | 1970 |
| ---- | ---- | ---- | ---- | ---- | ---- |
| 104  | 107  | 94   | 188  | 289  | 300  |

| 1980 | 1990 | 2000 | 2010 | - | - |
| ---- | ---- | ---- | ---- | - | - |
| 379  | 362  | 311  | 367  | - | - |

## Source
- (en) Cet article est partiellement ou en totalité issu de l’article de Wikipédia en anglais intitulé « Trinidad, California » (voir la liste des auteurs).